# Closterium porrectum
Closterium porrectum  là một loài Song tinh tảo trong họ Desmidiaceae, thuộc chi Closterium.